# Haltepunkt Düsseldorf Zoo
Der Haltepunkt Düsseldorf Zoo liegt etwa zwei Kilometer nördlich des Düsseldorfer Hauptbahnhofs im Düsseldorfer Stadtteil Düsseltal. Er befindet sich an der Bahnstrecke Düsseldorf–Hagen.

## Geschichte
Ebenfalls an der heutigen Franklinbrücke gelegen – lediglich einige Meter weiter westlich – befand sich seit 1889 der Bahnhof Düsseldorf-Derendorf der Rheinischen Eisenbahn-Gesellschaft (nicht zu verwechseln mit dem heute an anderer Stelle existenten S-Bahn-Halt Düsseldorf-Derendorf) und der spätere Güterbahnhof Düsseldorf-Derendorf.
Neben dem Bahnhof Bilk und dem Hauptbahnhof war dieser einer von damals drei Düsseldorfer Bahnhöfen. Mitten im Gelände des 1887 eröffneten Güterbahnhofs Derendorf gelegen, endeten dort während des Ersten Weltkriegs viele Lazarettzüge, da die Verwundeten günstig mit umgebauten Straßenbahnwagen in die städtischen Lazarette gebracht werden konnten.
Der Haltepunkt Düsseldorf-Derendorf wurde 1936 an seiner heutigen Stelle an der Münsterstraße errichtet. Unterhalb der Franklinbrücke entstand erst 1967 mit der Einführung des Netzes der S-Bahn Rhein-Ruhr der heute bestehende Haltepunkt Düsseldorf Zoo. Der heutige Name erinnert an den von 1876 bis 1943 in der Nähe gelegenen Zoologischen Garten Düsseldorf.

## Lage
Der Haltepunkt liegt in zentraler Lage zwischen den Düsseldorfer Stadtteilen Düsseltal und Pempelfort. Er besitzt einen Mittelbahnsteig neben der Franklinbrücke, über die auch Straßenbahnen die Eisenbahnanlagen überqueren, mit Zugang von dort.

## Linien
Der Haltepunkt wird von drei Linien der S-Bahn Rhein-Ruhr bedient. Auf der Franklinbrücke hält die Straßenbahnlinie 706 der Rheinbahn und der 725er Bus.
| Linie | Verlauf | Takt |
| ----- | --- | --- |
| S 1   | Solingen Hbf – SG-Vogelpark – Hilden Süd – Hilden – D-Eller – D-Eller Mitte – D-Oberbilk – D-Volksgarten – Düsseldorf Hbf – D-Wehrhahn – D-Zoo – D-Derendorf – D-Unterrath – D-Flughafen – Angermund – DU-Rahm – DU-Großenbaum – DU-Buchholz – DU-Schlenk – Duisburg Hbf – MH-Styrum – Mülheim (Ruhr) Hbf – E-Frohnhausen – Essen West – Essen Hbf – E-Steele – E-Steele Ost – E-Eiberg – Wattenscheid-Höntrop – BO-Ehrenfeld – Bochum Hbf – BO-Langendreer West – BO-Langendreer – DO-Kley – DO-Oespel – DO-Universität – DO-Dorstfeld Süd – DO-Dorstfeld – Dortmund Hbf Stand: Fahrplanwechsel Dezember 2023 | 30 min 20 min (Solingen–Duisburg wochentags) 15 min (Essen–Dortmund wochentags)                                                                 |
| S 6   | Essen Hbf – Essen Süd – E-Stadtwald – E-Hügel – E-Werden – Kettwig – Kettwig Stausee – Hösel – Ratingen Ost – D-Rath – D-Rath Mitte – D-Derendorf – D-Zoo – D-Wehrhahn – Düsseldorf Hbf – D-Volksgarten – D-Oberbilk – D-Eller Süd – D-Reisholz – D-Benrath – D-Garath – D-Hellerhof – Langenfeld-Berghausen – Langenfeld (Rheinland) – Lev.-Rheindorf – Lev.-Küppersteg – Leverkusen Mitte – Lev.-Chempark – K-Stammheim – K-Mülheim – K-Buchforst – K-Messe/Deutz – Köln Hbf – K-Hansaring – K-Nippes (– K-Geldernstr./Parkgürtel – K-Longerich – K-Volkhovener Weg – K-Chorweiler – K-Chorweiler Nord – K-Blumenberg – K-Worringen) Stand: Fahrplanwechsel Dezember 2023 | 20 min (werktags) 30 min (sonn-/feiertags, Essen–Düsseldorf auch samstags) Nippes–Worringen nur werktags 5–20 Uhr und sonn-/feiertags 11–21 Uhr |
| S 11  | D-Flughafen Terminal – D-Unterrath – D-Derendorf – D-Zoo – D-Wehrhahn – Düsseldorf Hbf – D-Friedrichstadt – D-Bilk – D-Völklinger Straße – D-Hamm – NE Rheinparkcenter – NE Am Kaiser – Neuss Hbf – Neuss Süd – Norf – NE-Allerheiligen – Nievenheim – Dormagen – Dormagen-Chempark – Köln-Worringen – K-Blumenberg – K-Chorweiler Nord – K-Chorweiler – K-Volkhovener Weg – K-Longerich – K-Geldernstraße/Parkgürtel – K-Nippes – K-Hansaring – Köln Hbf – K-Messe/Deutz – K-Buchforst – K-Mülheim – K-Holweide – K-Dellbrück – Duckterath – Bergisch Gladbach Stand: Fahrplanwechsel Dezember 2023 | 20 min |
| 706   | D-Hamm 1 – Hammer Dorfstraße – Hemmersbachweg – Franziusstraße – Unterbilk, Bilker Kirche – Unterbilk, Stadttor – Landtag/Kniebrücke – Graf-Adolf-Platz 2 – Stadtmitte, Berliner Allee – Steinstraße – Stadtmitte, Schadowstraße – Pempelfort, Sternstraße – Marienhospital – Pempelfort, Stockkampstraße3 – D-Zoo – Düsseltal, Brehmplatz – Lindemannstraße – Flingern-Nord, Lindenstraße – D-Flingern – Flingern-Süd, Kettwiger Straße – Oberbilker Markt/Warschauer Straße – Flügelstraße – Kruppstraße – D-Volksgarten – Bilk, Kopernikusstraße4 → Am Steinberg ← Moorenstraße ← Merowingerplatz ← Bilk, Merowingerstraße Betrieb im Standardtakt der Düsseldorfer Straßenbahnen; weitere Haltestellen nur in den Abschnitten 1–2 und 3–4, aber alle Umsteigehaltestellen sind aufgeführt. | 10 min |
| 725   | Gerresheim, Krankenhaus – Gerresheim, Rathaus – Dreherstraße – Torfbruchstraße – Gerresheim, Poststadion – Flingern-Nord, Daimlerstraße (Rosmarinstraße) – Schlüterstraße/Arbeitsagentur – Graf-Recke-Straße – Düsseltal, Clara-Viebig-Straße – Brehmplatz ← Düsseltal, Schillerplatz – D-Zoo Mo–So 6–24 Uhr alle 30 min; weitere Haltestellen auf dem gesamten Linienweg; alle Umsteigehaltestellen sind aber aufgeführt. | 30 min |